# شاهکوت جدید
شاهکوت جدید (به انگلیسی: Shahkot Jadeed) یک منطقهٔ مسکونی در پاکستان است که در خیبر پختونخوا واقع شده‌است.